# Marathon van Londen 2012

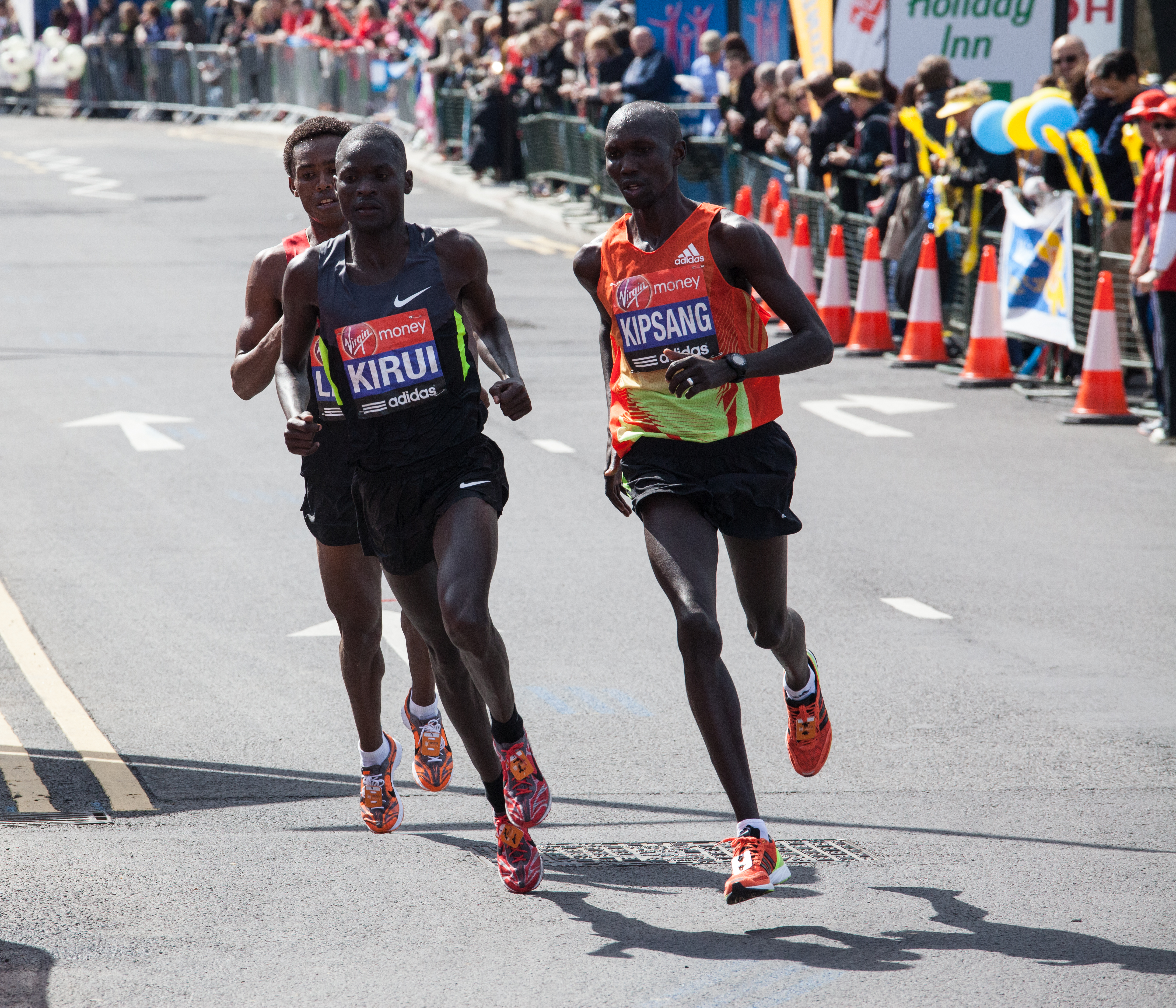
Kopgroep tijdens de wedstrijd.

De marathon van Londen 2012 werd gelopen op zondag 22 april 2012 in Londen. Het was de 32e editie van deze marathon. 
De wedstrijd werd bij de mannen gewonnen door de Keniaan Wilson Kipsang in 2:04.43. Hij miste hiermee op enkele seconden het parcoursrecord en bleef zijn landgenoot Martin Lel (2:06.51), drievoudig Londenwinnaar, en de Ethiopiër Tsegaye Kebede (2:06.52) ruim voor. De wereldrecordhouder Patrick Makau nam ook deel aan de wedstrijd, maar moest halverwege de wedstrijd opgegeven.
Bij de vrouwen werd de wedstrijd beslist door Mary Keitany, die 2:18.37 nodig had om het parcours in Londen af te leggen. Dit was een verbetering van het Keniaanse record. Hiermee is ze de snelste atlete op de marathon achter Radcliffe en Sjoboechova.

## Uitslagen
Mannen
| rang   | naam                | land | tijd    |
| ------ | ------------------- | ---- | ------- |
| Goud   | Wilson Kipsang      | KEN  | 2:04.44 |
| Zilver | Martin Lel          | KEN  | 2:06.51 |
| Brons  | Tsegay Kebede       | ETH  | 2:06.52 |
| 4      | Adil Annani         | MAR  | 2:07.43 |
| 5      | Jaouad Gharib       | MAR  | 2:07.44 |
| 6      | Abel Kirui          | KEN  | 2:07.56 |
| 7      | Emmanuel Mutai      | KEN  | 2:08.01 |
| 8      | Marilson dos Santos | BRA  | 2:08.03 |
| 9      | Samuel Tsegay       | ERI  | 2:08.06 |
| 10     | Feyisa Lilesa       | ETH  | 2:08.20 |
| 11     | Bazu Worku          | ETH  | 2:10.14 |
| 12     | Vincent Kipruto     | KEN  | 2:10.39 |
| 13     | Zersenay Tadese     | KEN  | 2:10.41 |
| 14     | Abraham Cherkos     | ETH  | 2:12.46 |
| 15     | Bekir karayel       | TUR  | 2:13.21 |

Vrouwen
| rang   | naam              | land | tijd         |
| ------ | ----------------- | ---- | ------------ |
| Goud   | Mary Keitany      | KEN  | 2:18.37 (NR) |
| Zilver | Edna Kiplagat     | KEN  | 2:19.50      |
| Brons  | Priscah Jeptoo    | KEN  | 2:20.14      |
| 4      | Florence Kiplagat | KEN  | 2:20.57      |
| 5      | Lucy Kabuu        | KEN  | 2:20.57      |
| 6      | Aberu Kebede      | ETH  | 2:23.12      |
| 7      | Irina Mikitenko   | GER  | 2:24.53      |
| 8      | Jéssica Augusto   | POR  | 2:24.59      |
| 9      | Atsede Gaysa      | ETH  | 2:25.59      |
| 10     | Jeļena Prokopčuka | LAT  | 2:27.04      |
| 11     | Claire Hallissey  | GBR  | 2:27.44      |

### Rolstoelwedstrijd
Mannen
| rang   | naam             | land | tijd    |
| ------ | ---------------- | ---- | ------- |
| Goud   | David Weir       | GBR  | 1:32.26 |
| Zilver | Marcel Hug       | SUI  | 1:32.27 |
| Brons  | Krige Schabort   | USA  | 1:32.28 |
| 4      | Masazumi Soejima | JPN  | 1:32.29 |
| 5      | Heinz Frei       | SUI  | 1:32.30 |

Vrouwen
| rang   | naam                  | land | tijd    |
| ------ | --------------------- | ---- | ------- |
| Goud   | Shelly Woods          | GBR  | 1:49.10 |
| Zilver | Wakako Tsuchida       | JPN  | 1:53.04 |
| Brons  | Diane Roy             | CAN  | 1:53.05 |
| 4      | Shirley Reilly        | USA  | 1:54.39 |
| 5      | Christina Ripp-Schwab | USA  | 1:54.41 |

1981 ·
1982 ·
1983 ·
1984 ·
1985 ·
1986 ·
1987 ·
1988 ·
1989 ·
1990 ·
1991 ·
1992 ·
1993 ·
1994 ·
1995 ·
1996 ·
1997 ·
1998 ·
1999 ·
2000 ·
2001 ·
2002 ·
2003 ·
2004 ·
2005 ·
2006 ·
2007 ·
2008 ·
2009 ·
2010 ·
2011 ·
2012 ·
2013 ·
2014 ·
2015 ·
2016 ·
2017